# Еразмус Мундус
Програм Европске уније Еразмус Мундус има за циљ да побољша квалитет високог образовања кроз програм стипендирања и програм академске сарадње између земаља ЕУ и остатка света. Три главна циља програма везана су за интернационализацију студената, особља, наставних планова и програма; осигуравање утицаја на развој праксе у инклузивном образовању; и за развој међународних сарадничких мрежа, пројеката и истраживања.
Еразмус Мундус обухвата три акције:
- Заједнички програми
- Партнерства
- Пројекти атрактивности

## Заједнички програми
У оквиру акције 1, Еразмус Мундус подржава заједничке програме (мастер курсеве и заједничке докторате)  којима управљају конзорцијуми високошколских установа из ЕУ и (од 2009. године) других земаља у свету. Они пружају интегрисани курс и заједничке или вишеструке дипломе након студија или истраживања на две или више високошколских установа.
Еразмус Мундус финансира бројне стипендије за студенте и академике који студирају или предају на мастер курсевима Еразмус Мундус. Од 2010. године стипендије су доступне и за докторске кандидате.
Стипендије покривају трошкове учешћа, трошкове боравка и осигурање током трајања периода студија. Многи студенти такође имају право на допринос за путне трошкове.

## Партнерства
У оквиру Акције 2, Еразмус Мундус партнерства окупљају високошколске установе из Европе и из одређеног региона у свету. Заједно, партнерства управљају токовима мобилности између две регије за низ академских нивоа - додипломски, магистарски, докторат, пост-докторски - и за академско особље.
Стипендије покривају трошкове учешћа, трошкове дневнице, осигурање током трајања периода студија и путне трошкове.
Партнерство се обично заснива на неком формалном споразуму и блиској сарадњи две или више страна, као што су високошколске установе, а може укључивати предузећа, непрофитне организације или невладине организације. Сарадња, која се често описује као „аутентично партнерство“, постоји када људи идентификују своје заједничке интересе и раде заједно са другима.

## Пројекти атрактивности
У оквиру акције 3, Еразмус Мундус финансира пројекте за побољшање атрактивности и видљивости европског високог образовања широм света. Активности су усредсређене на међународну димензију високог образовања, често усмерену на одређени регион или академску дисциплину.